# Joseph Osei-Bonsu
Joseph Osei-Bonsu (ur. 8 lutego 1948 w Jamasi) – ghański duchowny rzymskokatolicki, w latach 1995–2024 biskup Konongo–Mompong.